# 緩衝國
缓冲国（英語：Buffer State）是夹在两个对立的或潜在敌对的强权国家之间的国家，并通过它的存在来避免两国之间的冲突。

## 特徵
缓冲国通常的特徵便是中立且弱小的，因而靠著其他國家互相制衡來獲得獨立，通常滿足兩大（或三大）強權的利益而作為其獨立的存在，如果某一強權勢衰落則可能無法維持獨立會因而被另一強權併吞。
有研究表明，缓冲国和其他非缓冲国相比更容易被入侵。这是因为缓冲国周边存在着大国及强权，地理位置非常凶险。而周围的大国也面对着对缓冲国的控制问题，需要时刻提防缓冲国倒向对手一方，而非缓冲国就不会面对诸如此类问题。

## 例子

### 美洲
- 玻利维亚，为秘鲁和阿根廷之间的缓冲国。[3]
- 乌拉圭在美洲殖民地独立运动初期为巴西帝国和阿根廷之间的缓冲国。[4][5]
- 巴拉圭在巴拉圭战争后作为巴西和阿根廷之间的缓冲国得以保留。[6]
- 乔治亚省是英国于1732年创立的殖民地，为英属北美殖民地和西属佛罗里达之间的缓冲。[7]
- 厄瓜多尔为秘鲁和哥伦比亚之间的缓冲国。[8]

### 亚洲
- 西域諸國由漢朝西域都護府監護，是漢帝國與匈奴帝國之間的緩衝帶。[9]
- 親漢的南匈奴是漢帝國與北匈奴之間的緩衝國。[10]
- 西梁在西魏的支持下建國，而後成為北周和南陳之間的緩衝國。[11]
- 親唐的吐谷渾是唐帝國與吐蕃帝國之間的緩衝國。[12]
- 南詔在唐朝的支持下建國，作為唐帝國與吐蕃帝國之間的緩衝國。[13][14]
- 突騎施汗國是唐帝國與阿拉伯帝國之間的緩衝國。[15][16]
- 親遼的北漢是遼帝國與中原國家（後周→宋帝國）之間的緩衝國。[17]
- 羅殿、自杞、特磨諸部是宋帝國與大理國之間的緩衝帶。[18]
- 哈密國是明朝的羈縻衛所，作為明帝國與東察合台汗國、瓦剌之間的緩衝國。[19]
- 琉球王國是日本與清帝國之間的緩衝國。[20][21]
- 猶大王國是埃及帝國與新巴比倫帝國之間的緩衝國。[22][23]
- 在罗马－波斯战争期间，很多国家都起到了缓冲的作用。 亚美尼亚王国就是波斯帝国和罗马帝国之间的缓冲国。
- 朝鲜在朝鲜战争以后一直被视为  中国、  苏联/  俄羅斯与  、  日本以及  美国之间的缓冲国。[24]
- 满洲国为日本所扶植的傀儡政权，在第二次世界大战期间为苏联、中华民国以及日本之间的缓冲国，于二战后覆灭。
- 泰國长期以来都是独立国家，充当英属印度、英属马来亚以及法属印度支那之间的缓冲国。[25][26]冷戰時，則是緬甸和中南半島三國的緩衝國。
- 在冷戰時是  泰國和  越南之间的缓冲国。
- 大韓帝國为日本帝国和俄罗斯帝国之间的缓冲国。
- 遠東共和國为日本帝国与苏维埃俄国之间的缓冲国。[27][28]
- 阿富汗酋长国在大博弈期间属于俄罗斯帝国和英国之间的缓冲国，当时南亚为大英帝国的势力范围，中亚为俄罗斯帝国的实力范围。随后，瓦罕走廊将缓冲区延伸到了中国边境。[29]
- 噶廈統治的西藏是  英属印度與  中華民國之間的緩衝區。[30]
- 盛世才主政的新疆是  苏联和  中華民國之間的緩衝區。[31][32]
- 喜马拉雅山国家  尼泊爾王國、  不丹和  錫金王國曾为中国和英屬印度之间的缓冲国，在1962年中印战争之后这三国成为了中国和印度之间的缓冲国，锡金随后被印度吞并。[33][34]
- 蒙古国原为中国外蒙古，在苏联支配下脱离中国独立并成为其衛星国，蒙古被苏联视为其远东地区与中国的缓冲国，苏联解体后成为了  中国和  俄羅斯之间的缓冲国。[35]
- 黎巴嫩为  叙利亚和  以色列之间的缓冲国。
- 、  日本、  中華民國（臺灣）、  菲律賓是  美国與  中国之間的緩衝帶。[36]

### 非洲
- 摩洛哥在16世纪时为奥斯曼帝国、西班牙和葡萄牙之间的缓冲国。[37]

### 欧洲
- 外西凡尼亞公國在卡洛維茨條約簽訂前是鄂圖曼帝國與哈布斯堡君主國之間的緩衝國。[38]
- 荷兰联合王国今属于荷兰和比利时，于维也纳会议后成立，曾经为普鲁士、法国和英国之间的缓冲国。该国总共存在了15年，直到比利时独立。1830年比利時獨立後，  荷蘭、  比利时和  盧森堡三國均仍作為普魯士（之後的  德国）和  法國的緩衝，直至第一次世界大戰。
- 莱茵兰在战间期属于德国和法国之间的缓冲，法国曾尝试建立  莱茵共和国，但未获国际承认。[39]
- 瑞士和  奥地利作為中立國在冷戰時是美蘇兩大陣營在歐洲的緩衝。
- 在克羅地亞獨立戰爭和波斯尼亞戰爭後成為  和  南斯拉夫联盟共和国 /  塞爾維亞的緩衝國。
- 瑞典、  芬兰和  乌克兰在俄烏戰爭爆發前是  欧洲联盟及  北大西洋公约组织國家和  俄羅斯的缓冲国。